# Furcula optileta
Furcula optileta är en fjärilsart som beskrevs av Bloch 1959. Furcula optileta ingår i släktet Furcula och familjen tandspinnare. Inga underarter finns listade i Catalogue of Life.